# ブランタイヤ県
ブランタイヤ県（ブランタイヤけん、英語: Blantyre）は、マラウイ南部州の県 (Blantyre District) であり、中心となる都市もブランタイヤ (Blantyre City) である。

## ブランタイヤ県
2012 km.²の面積を持ち、80万9397人の人口を擁する県である。この県は、ムワンザ県、チクワワ県、チョロ県、チラズル県、ゾンバ県と隣接している。また、中心都市であるブランタイア市はマラウイを代表する商業都市となっている。